# Azul Claro Numazu
Azul Claro Numazu (japonsky アスルクラロ沼津) je japonský fotbalový klub z města Numazu hrající v J3 League. Klub byl založen v roce 1977 pod názvem Numazu Arsenal SC (od sezony 2006 jen Azul Claro Numazu). V roce 2017 se připojili do J.League, profesionální japonské fotbalové ligy. Svá domácí utkání hraje na Ashitaka Park Stadium.